# Лауцини (Добельский край)
Лауцини (латыш. Lauciņi) — населённый пункт в Добельском крае Латвии. Входит в состав Кримунской волости. Расположен у юго-восточной окраины города Добеле. По данным на 2005 год, в населённом пункте проживало 140 человек.

## История
В советское время населённый пункт входил в состав Добельского сельсовета Добельского района. В селе располагалось отделение «Лауцини» Добельского плодоводческого опытного хозяйства.